# Mahfoud Ali Beiba
Mahfoud Ali Beiba (Arabisch: محفوظ علي بيبا حماد, Mahfoud Ali Beiba Hammad Dueihi) (El Aaiún (Al-Ajoen), 1953 - 27 Februari-kamp, provincie Tindouf (Algerije), 2 juli 2010) was een politicus uit de Westelijke Sahara en een lid van het Polisario.
Ali Beiba was afkomstig uit het gebied van Seguia el-Hamra. Na de dood van El-Ouali Moustapha Sayed was hij in 1976 korte tijd secretaris-generaal van het Polisario. Hij werd in deze functie opgevolgd door Mohamed Abdelaziz, die deze post thans nog steeds bezet. Hij bekleedde diverse leidinggevende betrekkingen in het Polisario en in de Arabische Democratische Republiek Sahara. Van 1982 tot 1985 was Ali Beiba eerste minister, totdat zijn regering ten val werd gebracht door een motie van afkeuring van de Nationale Raad. Hij werd als regeringsleider opgevolgd door Bouchraya Hamoudy Beyoune, die hem benoemde tot minister van de bezette gebieden. Vanaf 2003 was Mahfoud Ali Beiba voorzitter van de Nationale Raad.
Ali Beiba overleed op 2 juli 2010 in zijn huis aan de gevolgen van een hartaanval. Op 11 juli werd Kathri Aduh aangesteld als zijn opvolger.